# Simeon Peak
Der Simeon Peak (bulgarisch връх Симеон wrach Simeon) ist ein 1576 m hoher Berg auf der Livingston-Insel im Archipel der Südlichen Shetlandinseln. Im Friesland Ridge der Tangra Mountains ragt er 2,67 km südsüdwestlich des Mount Friesland und 2 km südsüdwestlich des St. Boris Peak auf.
Bulgarische Wissenschaftler nahmen von 1995 bis 1996 Vermessungen vor. Die bulgarische Kommission für Antarktische Geographische Namen benannte ihn 2002 nach dem bulgarischen Zaren Simeon I. (864–927).
Der Berg wurde erstmals am 15. Januar 2017 von den bulgarischen Alpinisten Nikolai Petkow und Doitschin Bojanow sowie dem Fotografen Nedeltscho Chasarbasanow erstiegen.